# جون غارسيا (سياسي)
جون غارسيا (بالإنجليزية: John Garcia)‏ هو سياسي أمريكي، ولد في 1 نوفمبر 1928، وتوفي في 2003. حزبياً، نشط في الحزب الديمقراطي. وقد انتخب عضو مجلس نواب أوهايو.